# Sandra Hüller
Sandra Hüller (prononcé : /ˈzandʁa ˈhʏlɐ/) est une actrice allemande, née le 30 avril 1978 à Suhl en Thuringe (alors en RDA).
Active au cinéma, à la télévision et au théâtre, elle reçoit l'Ours d'argent de la meilleure actrice en 2006 pour sa performance dans Requiem. Dans les années 2010, elle tourne également dans des longs métrages autrichiens, britanniques et français, puis est à nouveau remarquée dans Toni Erdmann (2016), qui lui vaut le Prix du cinéma européen de la meilleure actrice.
En 2023, elle tient coup sur coup les rôles féminins principaux dans deux films primés au Festival de Cannes : Anatomie d'une chute de Justine Triet, dans lequel elle joue le rôle d'une femme accusée du meurtre de son mari, et La Zone d'intérêt de Jonathan Glazer, dans lequel elle interprète Hedwig Höss, épouse de Rudolf Höss. Son rôle dans Anatomie d'une chute lui vaut de nombreuses distinctions, dont le César de la meilleure actrice et le Prix du cinéma européen. Elle devient la seconde actrice allemande à remporter un César après Romy Schneider. Elle obtient aussi des nominations aux Oscars, BAFTAs et Goldens Globes.

## Biographie

### Formation et débuts au théâtre
Née en 1978, Sandra Hüller grandit dans la ville de Suhl en Thuringe, alors en RDA, dans une famille d'éducateurs. Elle poursuit ses études à Berlin dans des cours d'art dramatique de l'Académie des arts dramatiques Ernst-Busch. Elle travaille ensuite pour différentes troupes théâtrales régionales, à Iéna, Munich et en Suisse, puis pour le metteur en scène Johan Simons.

### Carrière cinématographique
Sandra Hüller débute comme actrice au cinéma en 2006, interprétant un rôle d'étudiante possédée par le démon dans Requiem de Hans-Christian Schmid, et se voit décerner pour ce rôle l'Ours d'argent de la meilleure actrice à la Berlinale de Berlin.
En 2014, elle a remporté le Deutscher Filmpreis de la meilleure actrice dans un second rôle pour son interprétation de Franziska Feldenhoven dans Faux-fuyants (Finsterworld) de Frauke Finsterwalder,.
En 2016, elle joue dans Toni Erdmann de Maren Ade, présenté en compétition au festival de Cannes. Pour ce rôle, elle remporte le prix de la meilleure actrice aux European Film Awards.
En 2019, elle a joué dans deux films français : Sibyl de Justine Triet, où elle a joué la réalisatrice Mika, et dans Proxima d'Alice Winocour où elle a joué la psychologue Wendy.
En 2019, lors du Festival de Berlin, elle fait partie du jury avec la comédienne française Juliette Binoche.

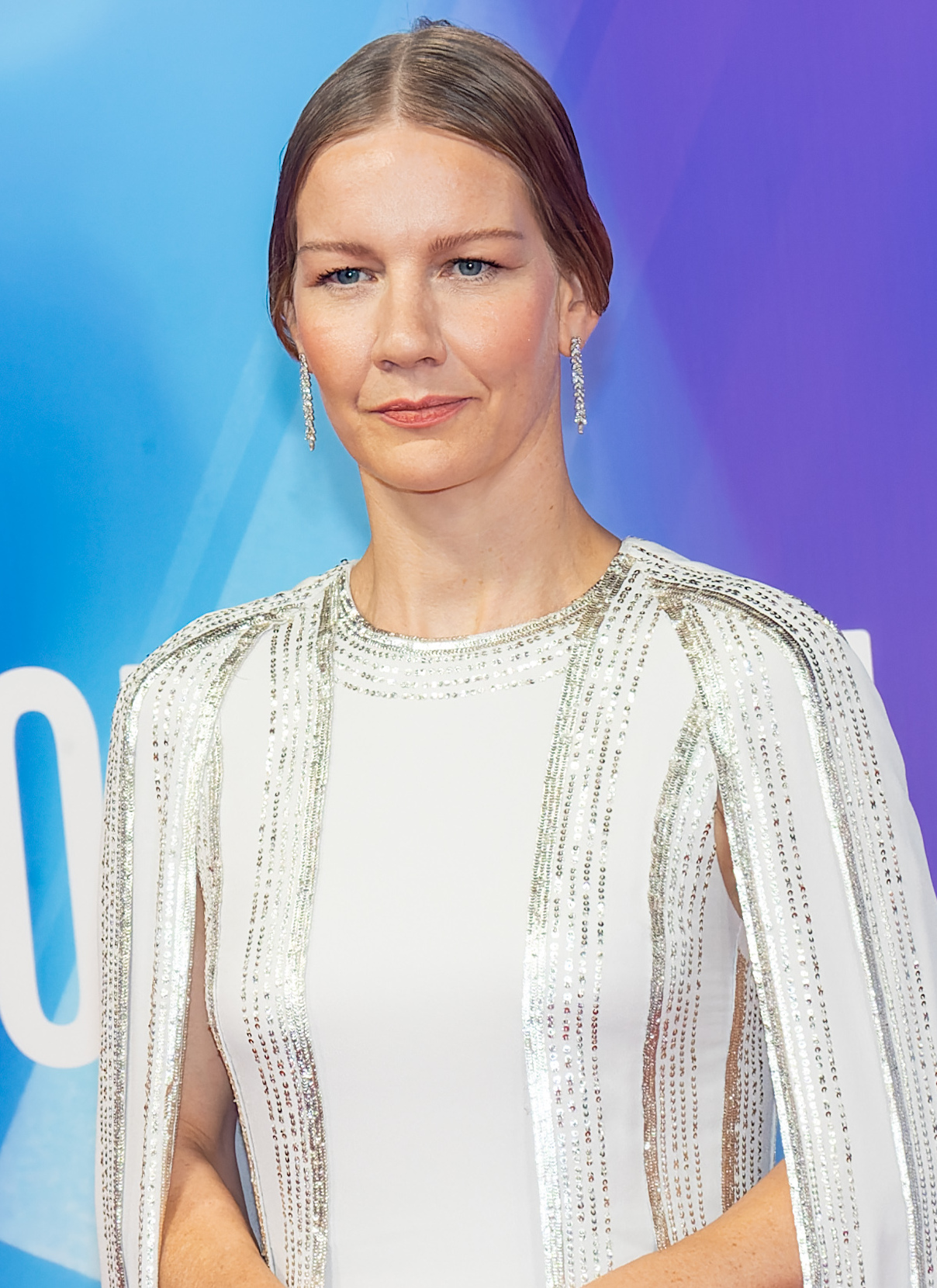
Sandra Hüller en 2023.

En 2023, Hüller joue dans deux films récompensés au festival de Cannes : Anatomie d'une chute (lauréat de la Palme d'or) de Justine Triet, dans lequel elle joue le rôle d'une femme accusée du meurtre de son mari, et La Zone d'intérêt (Grand prix) de Jonathan Glazer, dans lequel elle interprète Hedwig Höss, épouse de Rudolf Höss. Ces deux films lui valent les louanges de la presse et de la profession et sont pressentis pour la mettre en lice dans les cérémonies de récompenses de la saison 2023-2024. Son rôle dans Anatomie d'une chute lui vaut de nombreuses distinctions, dont le César de la meilleure actrice et le Prix du cinéma européen. Elle devient la seconde actrice allemande à remporter un César après Romy Schneider. Elle obtient aussi des nominations aux Oscars, BAFTAs et Goldens Globes.
Elle joue également le rôle de la comtesse Irma Sztáray de Sztára et Nagymihály, la dernière dame d'honneur de l'impératrice Elisabeth d'Autriche dans le film biographique Sissi et moi de Frauke Finsterwalder.

### Vie privée
Sandra Hüller vit avec son compagnon à Leipzig-Plagwitz à Bochum et a une fille.

## Filmographie

### Cinéma

#### Courts métrages
- 1999 : Pas sur la bouche (Nicht auf den Mund) de Kathrin Feistl : Daisy
- 2009 : Voler (Fliegen) de Piotr J. Lewandowski : Sarah

### Télévision
- 2013 : Pinocchio (mini-série télévisée) d'Anna Justice : Fox
- 2020 : Hamlet (téléfilm) de Johan Simons et Catharina Kleber : Hamlet

## Décoration
- Chevalier de l'ordre du Mérite de la République fédérale d'Allemagne (1er octobre 2020)
- Officier de l'ordre des Arts et des Lettres

## Distinctions

### Récompenses
- Berlinale 2006 : Ours d'argent de la meilleure actrice pour Requiem
- Deutscher Filmpreis 2006 : meilleure actrice pour Requiem
- Festival international des jeunes réalisateurs de Saint-Jean-de-Luz 2011 : meilleure actrice pour L'Amour et rien d'autre
- Festival 2 cinéma de Valenciennes 2011 : Prix d'interprétation féminine pour L'Amour et rien d'autre
- Deutscher Filmpreis 2014 : meilleure actrice dans un second rôle pour Faux-fuyants
- Prix du cinéma européen 2016 : meilleure actrice pour Toni Erdmann
- Deutscher Filmpreis 2017 : meilleure actrice pour Toni Erdmann
- Prix du cinéma européen 2023 : meilleure actrice pour Anatomie d'une chute[13]
- Lumières 2024 : meilleure actrice pour Anatomie d'une chute
- César 2024 : meilleure actrice pour Anatomie d'une chute

### Nominations
- Deutscher Filmpreis 2012 : meilleure actrice pour L'Amour et rien d'autre
- Deutscher Filmpreis 2018 : meilleure actrice dans un second rôle pour Une valse dans les allées
- Deutscher Filmpreis 2022 : meilleure actrice dans un second rôle pour The Black Square
- Deutscher Filmpreis 2023 : meilleure actrice pour Sissi et moi[14]
- Prix du cinéma européen 2023 : meilleure actrice pour La Zone d'intérêt
- Baftas 2024 : 
  - meilleure actrice pour Anatomie d'une chute
  - meilleure actrice dans un second rôle pour La Zone d'intérêt
- Critics' Choice Movie Awards 2024 : meilleure actrice pour Anatomie d'une chute
- Golden Globes 2024 : meilleure actrice dans un film dramatique pour Anatomie d'une chute[15]
- Oscars 2024 : meilleure actrice pour Anatomie d'une chute